# Монпуан, Борно
Борно Монпуан, более известен как Монпуан младший (фр. Borno Monpoint; Monpoint jeune; 1830, Кап-Аитьен, Гаити, — 12 сентября 1905, Кап-Аитьен, Гаити) — временный президент Гаити с 23 августа до 17 октября 1889 года.

## Биография
В качестве генерала вооруженных сил Монпуан, совместно с генералом Сеидом Телемаком, подавил восстание против президента Буарона-Каналя в марте 1878. 
После устранения от власти Франсуа Дени Лежитима, 23 августа 1889 года, был назначен исполняющим обязанности президента страны. 17 октября того же года его преемником стал бывший министр сельского хозяйства Луи Ипполит, в кабинете которого он стал военным и морским министром.